# Yoshiya Tokunaga
Yoshiya Tokunaga (徳永善也, Tokunaga Yoshiya) foi o baterista da banda japonesa The Checkers, desmembrada em 1992.
Yoshiya, o membro mais novo dos Checkers, faleceu em 17 de agosto de 2004 em um hospital de Yokohama, vítima de câncer na língua.
Antes de adoecer, "Kurobe", como era chamado, estava tocando com a banda Wild-G.